# Großer Preis von Europa 2006
Der Große Preis von Europa 2006 (offiziell 2006 Formula 1 Grand Prix of Europe) fand am 7. Mai auf dem Nürburgring in Nürburg statt und war das fünfte Rennen der Formel-1-Weltmeisterschaft 2006.

## Berichte

### Hintergrund
Nach dem Großen Preis von San Marino führte Fernando Alonso in der Fahrerwertung mit 15 Punkten vor Michael Schumacher mit 18 Punkten vor Kimi Räikkonen. In der Konstrukteurswertung führte Renault mit 20 Punkten vor McLaren-Mercedes und mit 21 Punkten vor Ferrari.
Vor dem Rennwochenende gab es einen Fahrerwechsel: Franck Montagny gab sein Debüt in der Formel 1 und wurde der erste französische F1-Fahrer seit Olivier Panis, welcher beim Großen Preis von Japan 2004 sein letztes Rennen bestritt. Er ersetzte bei Super Aguri-Honda Yūji Ide, der seine Super-Lizenz entzogen bekam.
Mit Michael Schumacher (fünfmal), Alonso, Ralf Schumacher, Rubens Barrichello und Jacques Villeneuve (jeweils einmal) traten fünf ehemalige Sieger zu diesem Grand Prix an.

### Training
Die letzten sechs Teams der Konstrukteursmeisterschaft 2005 waren berechtigt am Freitag im freien Training ein drittes Auto einzusetzen, selbiges galt für das neue elfte Team Super Aguri. Diese Fahrer fuhren am Freitag, traten aber weder im Qualifying noch im Rennen an. Alexander Wurz (Williams), Anthony Davidson (Honda), Robert Doornbos (Red Bull), Robert Kubica (BMW Sauber), Markus Winkelhock (Spyker) und Neel Jani (Toro Rosso) nahmen in dieser Funktion an den Freitagstrainings teil.
Das erste freie Training gewann Wurz mit einer Zeit von 1:32,079 Minuten vor Davidson und Kubica.
Das zweite freie Training entschied ebenfalls Wurz mit einer Zeit von 1:32,675 Minuten für sich, gefolgt von Michael Schumacher und Alonso.
Das dritte freie Training ging an Michael Schumacher mit einer Zeit von 1:30,788 Minuten. Zweiter wurde Felipe Massa vor Ralf Schumacher.

### Qualifying
Das Qualifying wurde in drei Qualifikationsabschnitten ausgetragen. In den beiden ersten schieden die jeweils sechs langsamsten Fahrer aus, im letzten wurde um die Pole-Position gefahren.
Im ersten Qualifikationsabschnitt (Q1) schieden die beiden Midland, die beiden Super Aguri, Vitantonio Liuzzi und Scott Speed aus.
Im zweiten Qualifikationsabschnitt (Q2) schieden Ralf Schumacher, Nico Rosberg, Giancarlo Fisichella, David Coulthard und Nick Heidfeld aus.
Alonso fuhr im dritten Qualifikationsabschnitt (Q3) die schnellste Zeit und sicherte sich somit seine zehnte Pole-Position. Ihm folgten die beiden Ferrari von Michael Schumacher und Barrichello.

### Rennen
Alonso erwischte einen guten Start, behielt die Führung und konnte die beiden Ferrari hinter sich halten. Weiter hinten im Feld kollidierten Liuzzi und Coulthard: Der Italiener schied sofort aus, Coulthard hielt innerhalb von zwei Runden zweimal an der Box an, beklagte sich über Probleme mit seinem Auto und stieg dann aus.
Die ersten, die am Ende der 17. Runde anhielten, waren Alonso und Massa, die die Führung an Michael Schumacher übergaben, gefolgt von Räikkönen. Der Deutsche versuchte, mindestens eine Position wieder gutzumachen und gab Vollgas, bevor er in der folgenden Runde an die Box kam. Der Finne lag dann sechs Runden lang an der Spitze, bis auch er in der 25. Runde zur Box kam.
Am Ende der ersten Runde der Boxenstopps lag Alonso immer noch in Führung, dicht gefolgt von Michael Schumacher. Alonso machte seinen zweiten Stopp in der 38. Runde und überließ die Führung wieder dem Deutschen, der genügend Zeit hatte, um einen entsprechenden Vorsprung herauszufahren, um am Ende seines zweiten Stopps wieder zu Alonso aufzuschließen. Zwei Runden später stoppte Massa und ließ Michael Schumacher allein an der Spitze. Der Deutsche kam in der 41. Runde an die Box und schaffte es vor Alonso wieder zurückzukommen und dann das Rennen zu gewinnen. Barrichello komplettierte das Podium. Die restlichen Punkteplatzierungen belegten Räikkönen, Barrichello, Fisichella, Rosberg und Villeneuve. Die ersten vier Fahrer beendeten das Rennen innerhalb von fünf Sekunden.
In der Fahrerwertung blieben die ersten drei Positionen unverändert. In der Konstrukteurswertung blieb Renault vorne. Dahinter überholte Ferrari McLaren-Mercedes.

## Meldeliste
| Team                              | Nr. | Fahrer               | Chassis          | Motor                | Reifen |
| --------------------------------- | --- | -------------------- | ---------------- | -------------------- | ------ |
| Mild Seven Renault F1 Team        | 01  | Fernando Alonso      | Renault R26      | Renault 2.4 V8       | M      |
| Mild Seven Renault F1 Team        | 02  | Giancarlo Fisichella | Renault R26      | Renault 2.4 V8       | M      |
| Team McLaren Mercedes             | 03  | Kimi Räikkönen       | McLaren MP4-21   | Mercedes-Benz 2.4 V8 | M      |
| Team McLaren Mercedes             | 04  | Juan Pablo Montoya   | McLaren MP4-21   | Mercedes-Benz 2.4 V8 | M      |
| Scuderia Ferrari Marlboro         | 05  | Michael Schumacher   | Ferrari 248 F1   | Ferrari 2.4 V8       | B      |
| Scuderia Ferrari Marlboro         | 06  | Felipe Massa         | Ferrari 248 F1   | Ferrari 2.4 V8       | B      |
| Panasonic Toyota Racing           | 07  | Ralf Schumacher      | Toyota TF106B    | Toyota 2.4 V8        | B      |
| Panasonic Toyota Racing           | 08  | Jarno Trulli         | Toyota TF106B    | Toyota 2.4 V8        | B      |
| Williams F1 Team                  | 09  | Mark Webber          | Williams FW28    | Cosworth 2.4 V8      | B      |
| Williams F1 Team                  | 10  | Nico Rosberg         | Williams FW28    | Cosworth 2.4 V8      | B      |
| Williams F1 Team                  | 35  | Alexander Wurz       | Williams FW28    | Cosworth 2.4 V8      | B      |
| Lucky Strike Honda Racing F1 Team | 11  | Rubens Barrichello   | Honda RA106      | Honda 2.4 V8         | M      |
| Lucky Strike Honda Racing F1 Team | 12  | Jenson Button        | Honda RA106      | Honda 2.4 V8         | M      |
| Lucky Strike Honda Racing F1 Team | 36  | Anthony Davidson     | Honda RA106      | Honda 2.4 V8         | M      |
| Red Bull Racing                   | 14  | David Coulthard      | Red Bull RB2     | Ferrari 2.4 V8       | M      |
| Red Bull Racing                   | 15  | Christian Klien      | Red Bull RB2     | Ferrari 2.4 V8       | M      |
| Red Bull Racing                   | 37  | Robert Doornbos      | Red Bull RB2     | Ferrari 2.4 V8       | M      |
| BMW Sauber F1 Team                | 16  | Nick Heidfeld        | BMW Sauber F1.06 | BMW 2.4 V8           | M      |
| BMW Sauber F1 Team                | 17  | Jacques Villeneuve   | BMW Sauber F1.06 | BMW 2.4 V8           | M      |
| BMW Sauber F1 Team                | 38  | Robert Kubica        | BMW Sauber F1.06 | BMW 2.4 V8           | M      |
| Spyker MF1 Team                   | 18  | Tiago Monteiro       | Midland M16      | Toyota 2.4 V8        | B      |
| Spyker MF1 Team                   | 19  | Christijan Albers    | Midland M16      | Toyota 2.4 V8        | B      |
| Spyker MF1 Team                   | 39  | Markus Winkelhock    | Midland M16      | Toyota 2.4 V8        | B      |
| Scuderia Toro Rosso               | 20  | Vitantonio Liuzzi    | Toro Rosso STR1  | Cosworth 3.0 V10     | M      |
| Scuderia Toro Rosso               | 21  | Scott Speed          | Toro Rosso STR1  | Cosworth 3.0 V10     | M      |
| Scuderia Toro Rosso               | 40  | Neel Jani            | Toro Rosso STR1  | Cosworth 3.0 V10     | M      |
| Super Aguri Formula 1             | 22  | Takuma Satō          | Super Aguri SA06 | Honda 2.4 V8         | B      |
| Super Aguri Formula 1             | 23  | Franck Montagny      | Super Aguri SA06 | Honda 2.4 V8         | B      |
| Super Aguri Formula 1             | 41  | Yūji Ide             | Super Aguri SA06 | Honda 2.4 V8         | B      |

Anmerkungen
1. 1 2 3 4 5 6  Nahm nur an den Freitagstrainings teil.

## Klassifikationen

### Qualifying
| Pos. | Fahrer               | Konstrukteur        | Q1       | Q2       | Q3       | Start |
| ---- | -------------------- | ------------------- | -------- | -------- | -------- | ----- |
| 01   | Fernando Alonso      | Renault             | 1:31,138 | 1:30,336 | 1:29,819 | 01    |
| 02   | Michael Schumacher   | Ferrari             | 1:31,235 | 1:30,013 | 1:30,028 | 02    |
| 03   | Felipe Massa         | Ferrari             | 1:31,921 | 1:30,732 | 1:30,407 | 03    |
| 04   | Rubens Barrichello   | Honda               | 1:31,671 | 1:30,469 | 1:30,754 | 04    |
| 05   | Kimi Räikkönen       | McLaren-Mercedes    | 1:31,263 | 1:30,203 | 1:30,933 | 05    |
| 06   | Jenson Button        | Honda               | 1:31,420 | 1:30,755 | 1:30,940 | 06    |
| 07   | Jarno Trulli         | Toyota              | 1:31,809 | 1:30,733 | 1:31,419 | 07    |
| 08   | Jacques Villeneuve   | BMW Sauber          | 1:31,545 | 1:30,865 | 1:31,542 | 08    |
| 09   | Juan Pablo Montoya   | McLaren-Mercedes    | 1:31,774 | 1:30,671 | 1:31,880 | 09    |
| 10   | Mark Webber          | Williams-Cosworth   | 1:31,712 | 1:30,892 | 1:33,405 | 19    |
| 11   | Ralf Schumacher      | Toyota              | 1:31,470 | 1:30,944 | –        | 10    |
| 12   | Nico Rosberg         | Williams-Cosworth   | 1:32,053 | 1:31,194 | –        | 22    |
| 13   | Giancarlo Fisichella | Renault             | 1:31,574 | 1:31,197 | –        | 11    |
| 14   | David Coulthard      | Red Bull-Ferrari    | 1:31,742 | 1:31,227 | –        | 12    |
| 15   | Nick Heidfeld        | BMW Sauber          | 1:31,457 | 1:31,728 | –        | 13    |
| 16   | Vitantonio Liuzzi    | Toro Rosso-Cosworth | 1:32,621 | –        | –        | 14    |
| 17   | Christian Klien      | Red Bull-Ferrari    | 1:32,901 | –        | –        | 15    |
| 18   | Christijan Albers    | MF1 Racing          | 1:32,936 | –        | –        | 16    |
| 19   | Scott Speed          | Toro Rosso-Cosworth | 1:33,550 | –        | –        | 17    |
| 20   | Tiago Monteiro       | MF1 Racing          | 1:33,658 | –        | –        | 18    |
| 21   | Takuma Satō          | Super Aguri-Honda   | 1:35,239 | –        | –        | 20    |
| 22   | Franck Montagny      | Super Aguri-Honda   | 1:46,505 | –        | –        | 21    |

Anmerkungen
1. ↑  Villeneuve erhielt aufgrund einer Behinderung Fisichellas eine Startplatzstrafe von einem Platz.
2. ↑  Webber erhielt aufgrund eines Motorenwechsels eine Startplatzstrafe von zehn Plätzen.
3. ↑  Rosberg erhielt aufgrund eines Motorenwechsels eine Startplatzstrafe von zehn Plätzen.

### Rennen
| Pos. | Fahrer               | Konstrukteur        | Runden | Stopps | Zeit        | Start | Schnellste Runde |
| ---- | -------------------- | ------------------- | ------ | ------ | ----------- | ----- | ---------------- |
| 01   | Michael Schumacher   | Ferrari             | 60     | 2      | 1:35:58,765 | 02    | 1:32,099 (39.)   |
| 02   | Fernando Alonso      | Renault             | 60     | 2      | + 3,751     | 01    | 1:32,532 (43.)   |
| 03   | Felipe Massa         | Ferrari             | 60     | 2      | + 4,447     | 03    | 1:33,099 (19.)   |
| 04   | Kimi Räikkönen       | McLaren-Mercedes    | 60     | 2      | + 4,879     | 05    | 1:32,472 (43.)   |
| 05   | Rubens Barrichello   | Honda               | 60     | 2      | + 1:12,586  | 04    | 1:33,952 (59.)   |
| 06   | Giancarlo Fisichella | Renault             | 60     | 2      | + 1:14,116  | 11    | 1:32,964 (46.)   |
| 07   | Nico Rosberg         | Williams-Cosworth   | 60     | 2      | + 1:14,565  | 22    | 1:33,579 (48.)   |
| 08   | Jacques Villeneuve   | BMW Sauber          | 60     | 2      | + 1:29,364  | 09    | 1:34,037 (38.)   |
| 09   | Jarno Trulli         | Toyota              | 59     | 2      | + 1 Runde   | 07    | 1:33,953 (58.)   |
| 10   | Nick Heidfeld        | BMW Sauber          | 59     | 2      | + 1 Runde   | 13    | 1:34,035 (47.)   |
| 11   | Scott Speed          | Toro Rosso-Cosworth | 59     | 2      | + 1 Runde   | 17    | 1:34,091 (57.)   |
| 12   | Tiago Monteiro       | MF1 Racing          | 59     | 2      | + 1 Runde   | 18    | 1:35,504 (41.)   |
| 13   | Christijan Albers    | MF1 Racing          | 59     | 2      | + 1 Runde   | 16    | 1:35,428 (35.)   |
| –    | Ralf Schumacher      | Toyota              | 52     | 2      | DNF         | 10    | 1:33,607 (27.)   |
| –    | Juan Pablo Montoya   | McLaren-Mercedes    | 52     | 2      | DNF         | 08    | 1:33,571 (47.)   |
| –    | Takuma Satō          | Super Aguri-Honda   | 45     | 2      | DNF         | 20    | 1:36,706 (26.)   |
| –    | Franck Montagny      | Super Aguri-Honda   | 29     | 2      | DNF         | 21    | 1:37,214 (21.)   |
| –    | Jenson Button        | Honda               | 28     | 1      | DNF         | 06    | 1:34,042 ( 9.)   |
| –    | Christian Klien      | Red Bull-Ferrari    | 28     | 1      | DNF         | 15    | 1:34,553 (16.)   |
| –    | Mark Webber          | Williams-Cosworth   | 12     | 0      | DNF         | 19    | 1:35,415 (11.)   |
| –    | David Coulthard      | Red Bull-Ferrari    | 2      | 2      | DNF         | 12    | 2:24,500 ( 2.)   |
| –    | Vitantonio Liuzzi    | Toro Rosso-Cosworth | 0      | 0      | DNF         | 14    | –                |

## WM-Stände nach dem Rennen
Die ersten acht des Rennens bekamen 10, 8, 6, 5, 4, 3, 2 bzw. 1 Punkt(e).

### Fahrerwertung
| Pos. | Fahrer               | Konstrukteur      | Punkte |
| ---- | -------------------- | ----------------- | ------ |
| 01   | Fernando Alonso      | Renault           | 44     |
| 02   | Michael Schumacher   | Ferrari           | 31     |
| 03   | Kimi Räikkönen       | McLaren-Mercedes  | 23     |
| 04   | Giancarlo Fisichella | Renault           | 18     |
| 05   | Felipe Massa         | Ferrari           | 15     |
| 06   | Juan Pablo Montoya   | McLaren-Mercedes  | 15     |
| 07   | Jenson Button        | Honda             | 13     |
| 08   | Ralf Schumacher      | Toyota            | 7      |
| 09   | Rubens Barrichello   | Honda             | 6      |
| 10   | Mark Webber          | Williams-Cosworth | 6      |
| 11   | Jacques Villeneuve   | BMW Sauber        | 6      |
| 12   | Nick Heidfeld        | BMW Sauber        | 5      |

| Pos. | Fahrer            | Konstrukteur        | Punkte |
| ---- | ----------------- | ------------------- | ------ |
| 13   | Nico Rosberg      | Williams-Cosworth   | 4      |
| 14   | David Coulthard   | Red Bull-Ferrari    | 1      |
| 15   | Christian Klien   | Red Bull-Ferrari    | 1      |
| 16   | Jarno Trulli      | Toyota              | 0      |
| 17   | Scott Speed       | Toro Rosso-Cosworth | 0      |
| 18   | Vitantonio Liuzzi | Toro Rosso-Cosworth | 0      |
| 19   | Christijan Albers | MF1 Racing          | 0      |
| 20   | Tiago Monteiro    | MF1 Racing          | 0      |
| 21   | Takuma Satō       | Super Aguri-Honda   | 0      |
| 22   | Yūji Ide          | Super Aguri-Honda   | 0      |
| –    | Franck Montagny   | Super Aguri-Honda   | 0      |

### Konstrukteurswertung
| Pos. | Konstrukteur      | Punkte |
| ---- | ----------------- | ------ |
| 01   | Renault           | 62     |
| 02   | Ferrari           | 46     |
| 03   | McLaren-Mercedes  | 38     |
| 04   | Honda             | 19     |
| 05   | BMW Sauber        | 11     |
| 06   | Williams-Cosworth | 10     |

| Pos. | Konstrukteur        | Punkte |
| ---- | ------------------- | ------ |
| 07   | Toyota              | 7      |
| 08   | Red Bull-Ferrari    | 2      |
| 09   | Toro Rosso-Cosworth | 0      |
| 10   | MF1 Racing          | 0      |
| 11   | Super Aguri-Honda   | 0      |